# Калашник Анна
А́нна Кала́шник (8 грудня 1992) — українська художня гімнастка.

## З життєпису
Народилась 1992 року. Займається спортом з 1997-го. Є вихованкою спортивного товариства «Спартак». Першими тренерами були Тетяна Афанасьєва та Алла Красовська. Навчалась у Вищому республіканському училищі фізкультури і спорту. Двічі абсолютна чемпіонка України.
Виграла бронзову медаль зі стрибків на чемпіонаті Європи 2009 року в Мілані. Здобула нагороду в опорному стрибку, та виконала норматив майстра спорту міжнародного класу.